# Prefectura Ishikawa
Prefectura Ishikawa (石川県 Ishikawa-ken?) este o prefectură în Japonia.

## Geografie

Harta prefecturii Ishikawa

### Municipii
Prefectura cuprinde 11 localități cu statut de municipiu (市):
| - Hakui - Hakusan - Kaga - Kahoku | - Kanazawa (centrul prefectural) - Komatsu - Nanao - Nonoichi | - Nomi - Suzu - Wajima |